# Hangzhou
Hangzhou (杭州S, HángzhōuP; AFI: /xɑ̌ŋtʂóʊ/), è una città della Cina di circa 11 milioni di abitanti. Capitale della provincia costiera del Zhejiang, è uno dei centri economici più importanti della Cina, in particolare per quanto riguarda il settore del commercio elettronico.
Posta all'estremità meridionale del Gran Canale della Cina, che la collega a Pechino, Hangzhou è storicamente considerata come una delle città più prospere della Cina sin dall'inizio dello scorso millennio.

## Storia
Hangzhou nell'antichità fu fra le sette capitali della Cina, nel X secolo, nel cosiddetto periodo denominato "Cinque dinastie e dieci regni". Hangzhou era la capitale del regno di Wuyue, governato dalla dinastia Qian.
Hangzhou divenne poi capitale della dinastia dei Song meridionali, prima della conquista mongola della Cina. Durante il regno di Khublai Khan, Marco Polo venne inviato dall'imperatore ad Hangzhou affinché controllasse lo stato della ricca città, dal momento che oltre la metà del gettito fiscale dell’impero derivava dalle ricche regioni del sud. La città viene descritta da Marco Polo nel resoconto Il Milione:
(Marco Polo, Il Milione, capitolo 148 Di Quinsai)

## Economia
Situata a 140 km a sud-ovest di Shanghai, sul delta del fiume Fiume Azzurro è la città principale della provincia di Zhejiang. Con 6 400 000 abitanti nell'area urbana e 3 931 900 nella città propria, Hangzhou si presta a divenire una tra le città più industrializzate e all'avanguardia del mondo. Centro di sviluppo informatico, biotecnologico, tessile, dell'abbigliamento e delle telecomunicazioni, vanta ben quindici università di cui otto politecnici. È sede del colosso informatico Alibaba, mentre la FIAT vi costruisce i cambi della Panda.

## Monumenti e luoghi d'interesse
Nella città sono presenti molti templi tra cui il tempio buddista di Wu-sheng e quello taoista di Hsien-ying, entrambi arricchiti da affreschi del pittore Su Han-Ch'en, col tempo andati perduti.
Altri luoghi d'interesse sono:

### Il lago dell'ovest

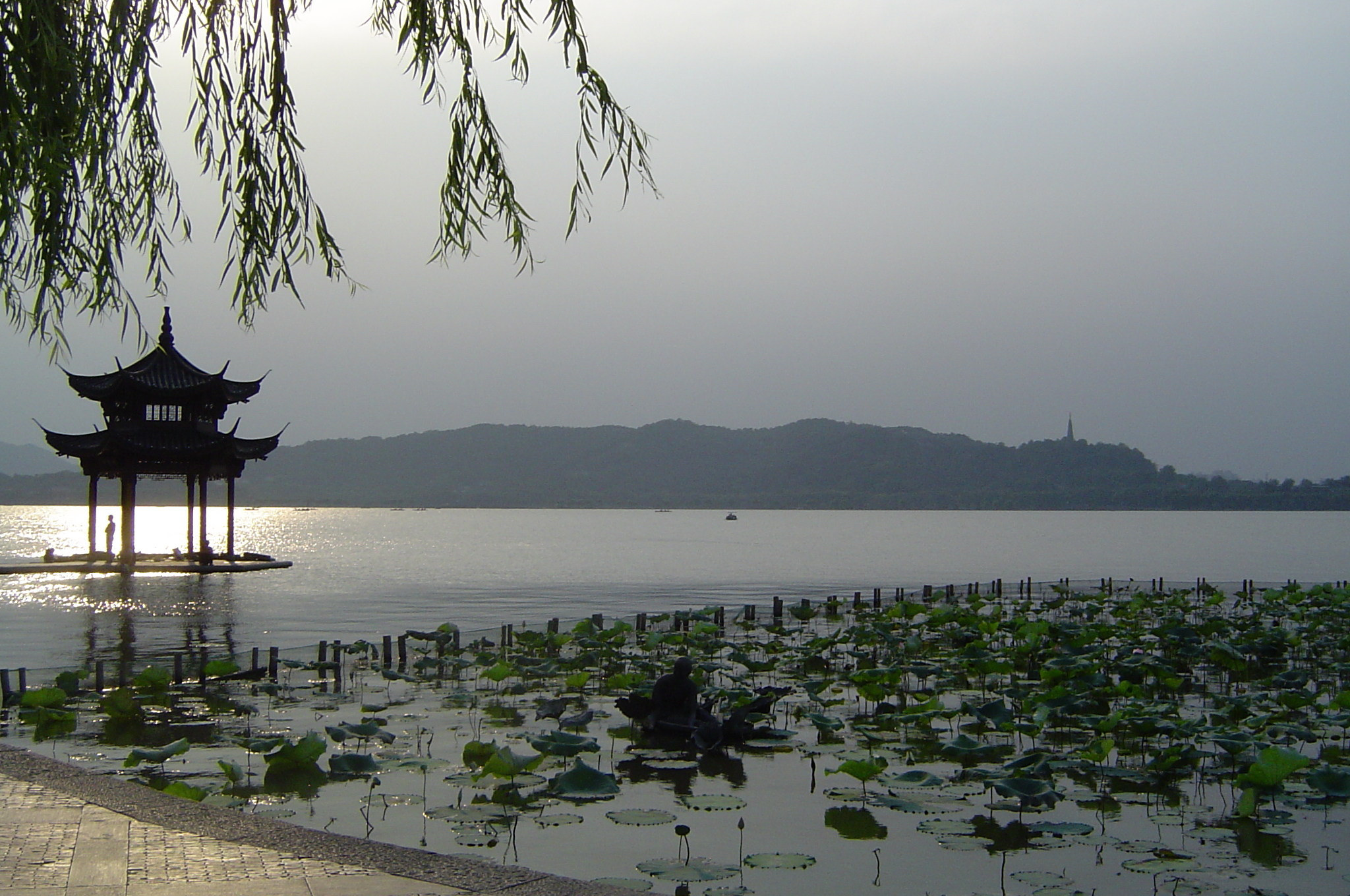
il Lago dell'Ovest

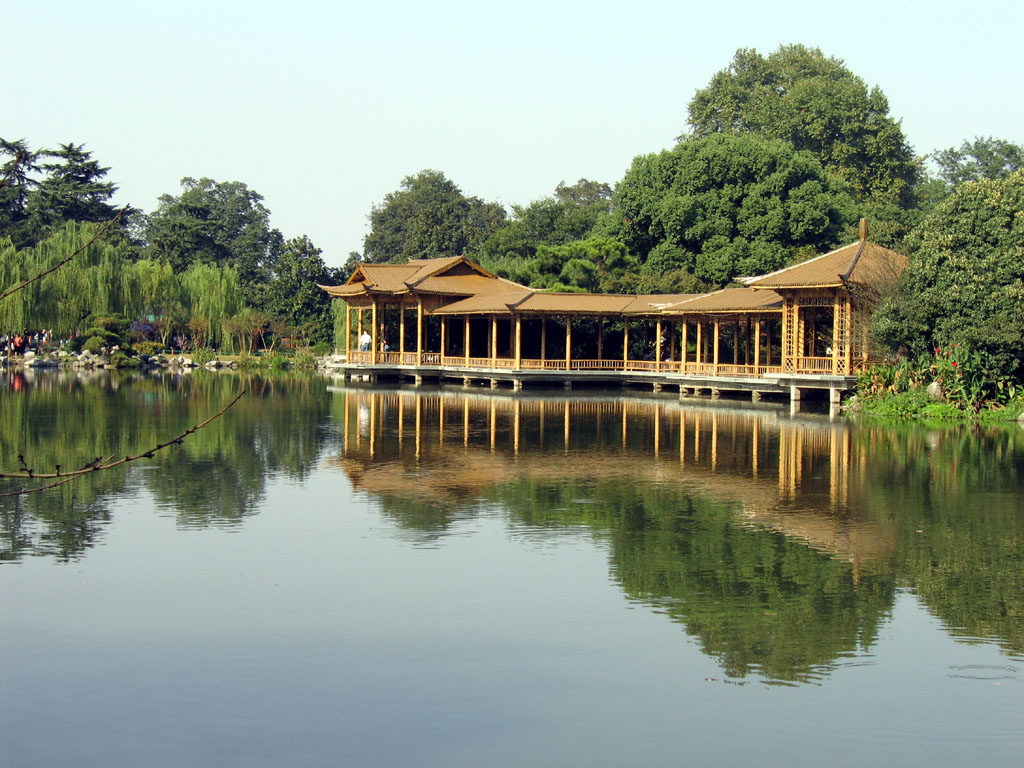
Il Padiglione per ammirare il lago

La posizione della città nei pressi del Lago dell'ovest è ciò che la rende famosa e meta di turismo per i cinesi. Il lago è considerato un prototipo di bellezza paesaggistica ed è citato in innumerevoli testi di poeti cinesi. La leggenda narra che sia stato generato dalla caduta di una perla della via lattea.
È poco profondo, in media 1,8 m, ha un perimetro di circa 12 km ed un'estensione di 5,6 km².
Il lago è suddiviso in tre porzioni da due dighe che servono a regolare l'afflusso delle acque provenienti dalle colline circostanti: la diga a nord si chiama Baidi, che parte dalla riva di nord-est e arriva sull'Isola Gushan, mentre quella ad ovest si chiama Sudi e divide il lago da nord a sud. La prima si può percorrere anche in auto, mentre la seconda solo a piedi o in bicicletta.
Nel lago vi sono 4 isole. La più importante si chiama Gushan (Collina Solitaria), sulla quale si trova "il Padiglione per Ammirare il Lago" che fu costruito nel 1699 per l'imperatore Kangxi per poter ammirare il paesaggio, questo luogo si chiama "La luna autunnale sul lago tranquillo". Sull'isola, sul lato meridionale si trova "il Padiglione d'Autunno sul lago placido", edificio di fine d'epoca Qing, uno degli scorci più ameni del lago.
Nella parte meridionale del lago vi è la Piccola Isola delle Fate (Xiaoyingzhou), isola artificiale, realizzata con terra dragata dal lago stesso nel 1607. È a forma di atollo ed al suo interno c'è un piccolo lago, a questo riguardo c'è un detto cinese: "nel lago c'è un'isola, nell'isola c'è un lago".
Si può godere di un'ottima vista sul lago e sui verdi monti circostanti dalla Pagoda Leifeng, situata su una collina presso il lago.
Dal 2012 l'Hangzhou West Lake è stato inserito nel World Heritage (patrimonio mondiale dell'umanità)

### Il Tempio del Ritiro Spirituale
Fu fondato nel 326 d.C. da un monaco buddhista di origine indiana (Hui Li) ed è uno dei monasteri più famosi della Cina. Purtroppo è stato oggetto di innumerevoli distruzioni, delle quali la più deleteria fu quella avvenuta durante la rivolta dei Taiping nel 1861. La sola parte del tempio sfuggita alla distruzione è la sala costruita nel 1661 per ospitare le statue dei 500 discepoli del Buddha, le cui le statue andarono perdute durante un incendio nel 1936. Le due parti principali sono il Tempio dei Guardiani Celesti e la Grande Sala del Buddha. La maggior parte delle statue presenti sono copie del XX secolo.

### Statua di Marco Polo

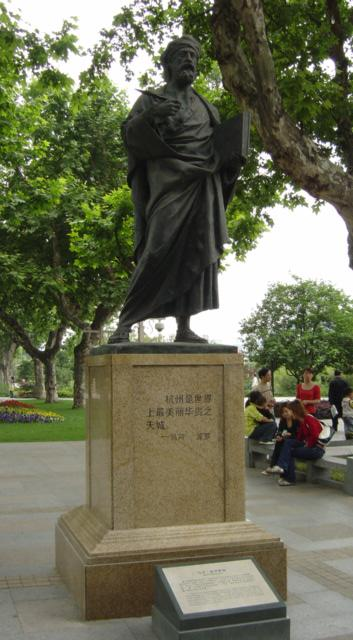
Statua di Marco Polo a Hangzhou

Nella sua piazza principale troneggia la statua di Marco Polo, che visitò la città intorno al 1276.

### La Pagoda delle Sei Armonie

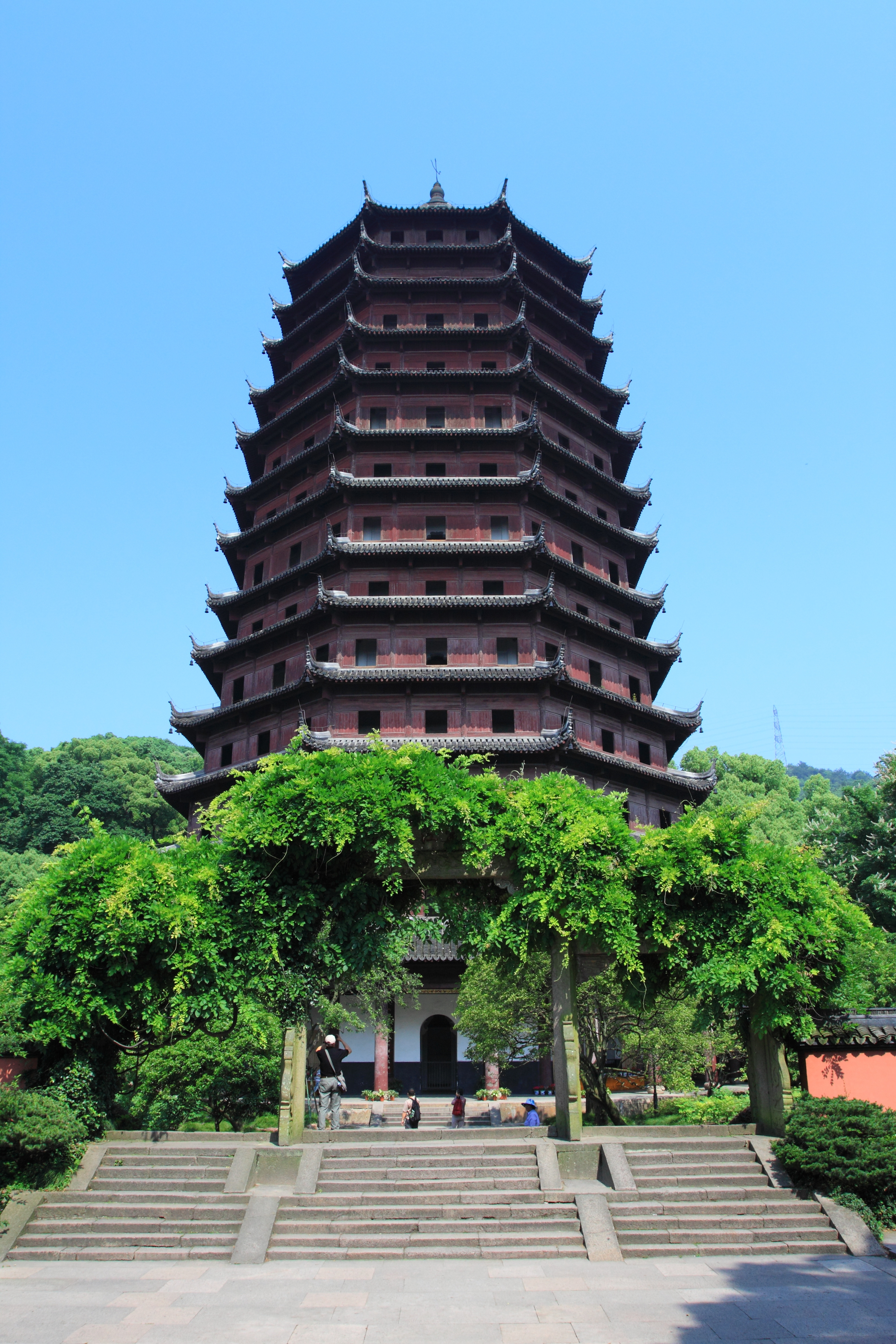
La pagoda delle Sei Armonie.

È uno dei monumenti più noti di Hangzhou. La pagoda, com'è oggi, è costituita da una parte interna in mattoni, alta tredici piani, di cui sette in mattoni e la restante parte in legno. È alta circa 60 m e ha pianta ottagonale. La prima costruzione risale al 970 d.C. e pare che avesse un'altezza di 150 m, forse serviva da faro per la navigazione sul fiume Qiantang. Nel 1121 un incendio la distrusse e nel 1153 fu ricostruita in laterizio. L'edificio esterno di legno fu aggiunto solo nel 1899.
Una particolarità di questa pagoda è la presenza di 104 campanelle, una per ogni angolo del tetto di ogni piano (8 angoli * 13 piani = 104 campanelle), che suonano non appena si alza un alito di vento.

### La tomba del generale Yue Fei
Il generale fu il comandante delle truppe dei Song del sud che affrontò coraggiosamente gli invasori Jin. Fu tradito da un generale invidioso, con la complicità della moglie e di alcuni notabili e venne ucciso nel 1142; dopo una ventina d'anni ne fu riabilitata la memoria ed in suo onore furono costruite due tombe e successivamente un tempio funerario. Il generale Yue Fei è diventato il simbolo della resistenza contro le aggressioni straniere e per questo è considerato una figura di riferimento anche dal Partito Comunista. All'entrata del tempio sono poste quattro statue che rappresentano i traditori inginocchiati, un tempo vi era l'abitudine di sputare sulle statue.

### Il Picco Venuto in Volo
A sud del Tempio del Ritiro Spirituale, separata da un piccolo torrente, si trova una collinetta alta 168 m detta Il Picco Venuto in Volo. Questo perché quando il monaco Hui Li la vide per la prima volta la trovò identica ad un picco sacro di un monte indiano e si convinse che fosse arrivato in volo dall'India fino a lì.
Il fianco della collina è cosparso di nicchie e grotte scavate nelle pareti contenenti 338 statue di Buddha, Bodhisattva e altre figure buddiste scolpite nella roccia nel periodo tra il X e il XIV secolo, si tratta di una delle più importanti raccolte di sculture in pietra della Cina. Tra le più rilevanti vi è la statua del Buddha sorridente (XIV secolo circa).

Buddha sorridente

### Musei
- Museo nazionale della seta
- Museo nazionale del tè
- Museo provinciale dello Zhejiang

## Infrastrutture e trasporti
La città è raggiungibile via aerea con l'Aeroporto di Hangzhou-Xiaoshan, con la ferrovia con la Stazione di Hangzhou Est e la Stazione Hangzhou, raggiunte dal 26 ottobre 2010 dall'alta velocità dei treni CRH 380A(L), CRH 380B(L) e CRH380CL.
Nella città è presente la Metropolitana di Hangzhou con tre linee, una rete di autobus ed un servizio di bike sharing.
Ha un piccolo porto fluviale.

## Amministrazione

### Gemellaggi
Hangzhou è gemellata con le seguenti città:
- Nizza, dal 1998
- Oviedo, dal 2006[7]
- Pisa, dal 2008[8]
- Lugano, dal 2014
- Verona, dal 2019